# Ignacio Padilla
Ignacio Fernando Padilla Suárez, conocido públicamente como Ignacio Padilla o Nacho Padilla (Ciudad de México, 7 de noviembre de 1968 - Querétaro, México, 20 de agosto de 2016) fue un escritor mexicano perteneciente a la Generación del Crack. Fue agregado cultural de la embajada de México en Gran Bretaña (2000-2003), director de la Biblioteca Vasconcelos (2007) e integrante de la Academia Mexicana de la Lengua desde 2011.

## Biografía
Realizó sus estudios de preparatoria en el Centro Universitario México, y posteriormente se licenció en Comunicación por la Universidad Iberoamericana, maestro en Literatura inglesa en la Universidad de Edimburgo y doctor en Literatura española e hispanoamericana en la Universidad de Salamanca, España. A mediados de los 90, Padilla trabajaba como director editorial de la revista xxx y publicaba su columna "El baúl de los cadáveres" en el suplemento Sábado de Unomásuno. En 1994 recibió en una sola edición tres Premios de Literatura Bellas Artes: el de Cuento Infantil Juan de la Cabada, por Las tormentas del mar embotellado —que inicia cuando un grupo de niños encuentra un barco en el desierto—; el Juan Rulfo para Primera Novela por La catedral de los ahogados —sobre un hombre que habita una isla desierta—; y el de Ensayo Literario Malcolm Lowry por El dorado esquivo: espejismo mexicano de Paul Bowles. Ese mismo año, publicó el relato El año de los gatos amurallados, sobre un grupo de personas que se exilian en el Metro luego del terremoto de 1985 en la Ciudad de México. El relato le valió el Premio Kalpa de Ciencia Ficción. En 1996, participó en el Manifiesto del crack, que formó junto a sus amigos de preparatoria Jorge Volpi y Eloy Urroz, a quienes se unirían más tarde Pedro Ángel Palou García y Ricardo Chávez Castañeda para presentar esa propuesta que acarrearía opiniones divididas entre la crítica literaria. Sandro Cohen publicó a todos los autores del crack en la colección Nueva Imagen. En 1999 recibió de nueva cuenta dos premios nacionales: el de Ensayo José Revueltas por Los funerales del alcaraván: historia apócrifa del realismo mágico, obra que permanece inédita, y el Premio de Cuento Gilberto Owen por Las antípodas y el siglo, relatos que serían publicados en 2001 y donde Padilla vierte su fascinación por los exploradores-descubridores ingleses. La novela Amphitryon (2000) le valió a Padilla el muy sustancioso Premio Primavera de Novela otorgado por la editorial Espasa-Calpe, en el mismo año en que su amigo Jorge Volpi recibía el Premio Seix Barral por En busca de Klingsor.
Fue agregado cultural de la Embajada de México en la Gran Bretaña (2001-2003); publicó entonces Crónicas africanas, una serie de artículos que había publicado ya en el suplemento Nostromo sobre la experiencia de Padilla al vivir durante dos años de la preparatoria en Suazilandia, viaje que incluso llevó al autor a convertirse en reo de muerte, acusado de ser uno de los terroristas que habían explotado una bomba en Zambia.
Su obra narrativa ha cosechado más de una docena de premios nacionales e internacionales, y ha sido traducida a más de quince idiomas. Es también ensayista y ha escrito algunas novelas para niños. Ha sido becario de la John Simon Guggenheim Memorial Foundation y es miembro del Sistema Nacional de Creadores.
Galardonado con el Premio Nacional de las Juventudes Alfonso Reyes 1989; Premio Kalpa de Ciencia Ficción, 1994; Premio Nacional Juan Rulfo para Primera Novela, 1994; Premio Nacional de Cuento Infantil Juan de la Cabada, 1994; Premio Nacional de Ensayo Literario Malcolm Lowry, 1994; Premio Nacional de Ensayo José Revueltas, 1999, y Premio Primavera de Novela, 2000; Premio Nacional de Dramatugia otorgado por el Gobierno del Estado de Baja California, 2008; Premio de Artes Plásticas Luis Cardoza y Aragón otorgado por el Gobierno del Estado de Nuevo León, 2008; Premio Nacional de Obra de Teatro para Niños que otorga el Gobierno del Estado de Coahuila, 2008; Premio García Márquez de Estación Palabra 2009, Premio Debate Casa América 2010 y Premio hispanoamericano de novela "La Otra Orilla" 2011.
El lunes 15 de diciembre de 2008 se anunció que Ignacio Padilla obtuvo el Premio Internacional Juan Rulfo de cuento, por su obra Los anacrónicos. Sin duda 2008 fue el año de los premios literarios para el escritor y funcionario cultural mexicano. ("Gana mexicano y estadunidense premio Juan Rulfo de cuento")
Nombrado por el presidente Felipe Calderón Hinojosa director de la Biblioteca Vasconcelos, recibe la institución en una situación de ruina lamentable por incumplimiento de los contratistas, por lo que en marzo de 2007 se ve obligado a cerrar la "Megabiblioteca" ante la crítica de la comunidad intelectual del país. Ignacio Padilla afirmó que así pasen 2 o 4 años para que le entreguen el edificio, no lo recibirá si tiene fallas estructurales. El 15 de agosto el periódico el Milenio Diario, da cuenta de su renuncia a la dirección de la Biblioteca Vasconcelos y su inclusión en un proyecto por definir de promoción de la lectura.
El 11 de febrero de 2011, fue nombrado miembro correspondiente en Querétaro de la Academia Mexicana de la Lengua. y el 27 de septiembre de 2012 leyó su discurso de ingreso que se tituló "Elogio de la impureza", el cual fue respondido por el también académico Vicente Leñero.

## Obra
En Subterráneos (Premio Alfonso Reyes, 1989), divide sus historias en "del asfalto", sobre el entorno urbano, ubicado en escenarios cerrados como las oficinas, los condominios o el metro, y "de la vereda", sobre la vida en desiertos, selvas y playas.
Dos años después, publicaría un nuevo libro de cuentos fantásticos, en relatos de un barroco e imaginativo lenguaje: Trenes de humo bajoalfombra, en homenaje al escritor italiano Giorgio Manganelli. Se acercó a la literatura infantil con Los papeles del dragón típico (1991) donde un dragón es vetado de participar en los cuentos de hadas porque la burocracia de la República Imaginaria ha descubierto que es un ciudadano sin documentos. Así, los magos, caballeros y princesas permanecen en el tedio mientras que los sapos toman el poder en República Imaginaria.
En Si volviesen sus majestades el narrador es un escribano que habla sobre las peripecias de su reino una vez que los reyes salen de excursión, pero lo importante es el lenguaje, un pastiche del español de los libros de caballerías, en un experimento con el lenguaje y la estructura formal, que cobra mayor importancia que la narración misma. En Amphitryon, la historia se inicia con una partida de ajedrez entre dos extraños que se conocen en un tren: Tadeus y Víctor, un soldado de la Primera Guerra Mundial y un guardagujas respectivamente, que intercambian sus vidas. El hijo de uno de ellos se encargará de buscar la historia verdadera de su padre, un falso soldado y héroe nazi. Con esa trama, Padilla construye una novela sobre los suplantadores y la incertidumbre de la verdad. En Espiral de artillería ambienta su novela en algún lugar de la antigua Unión Soviética, donde un hombre es confundido con un agente del gobierno, y para mantener su mentira, se ve obligado a inventar una conspiración de un estudiante de medicina asesinado 30 años atrás. Su mentira se convierte en un imprevisto remolino de imposturas y falsificaciones que lo terminará devorando.
El 16 de enero de 2014 se estrenó su obra "La maquinota" hecha por niños y niñas de San Luis Potosí en el teatro de la paz.

### Muerte
Ignacio Padilla falleció por complicaciones debido a un accidente automovilístico. Fue sepultado en el Panteón Francés de San Fernando en la Ciudad de México el 21 de agosto de 2016. 

### Narrativa extensa
- La catedral de los ahogados (Serie, 1995) - Premio Juan Rulfo para Primera Novela 1994
- Si volviesen sus majestades (Nueva Imagen, 1996)
- Amphitryon (Espasa-Calpe, 2000) - Premio Primavera de Novela 2000
- Espiral de artillería (Espasa-Calpe, 2003)
- La gruta del toscano (Alfaguara, 2006) - Premio Mazatlán de Literatura 2007
- El daño no es de ayer (Norma, 2011) - Premio La Otra Orilla 2011

### Narrativa corta
- Subterráneos (Castillo, 1990) - Premio Nacional de las Juventudes Alfonso Reyes 1989
- Trenes de humo bajoalfombra (Cuadernos de Malinalco, 1993)
- El año de los gatos amurallados (1994)[2] - Premio Kalpa de Ciencia Ficción 1994
- Imposibilidad de los cuervos (Tres bosquejos del mal) (Siglo XXI, 1994)
- Últimos trenes (UNAM, 1996)
- El bienquisto a su pesar (Antología del cuento mexicano, DeBolsillo)
- Las antípodas y el siglo (Micropedia I) (Espasa-Calpe, 2001) - Premio de Cuento Gilberto Owen 1999
- El androide y las quimeras (Micropedia II) (Páginas de Espuma, 2008)
- Los anacrónicos y otros cuentos (FCE, 2010)
- Los reflejos y la escarcha (Micropedia III) (Páginas de Espuma, 2012)
- Las fauces del abismo (Oceano, 2014)

### Narrativa infantil
- Los papeles del dragón típico (1991) (Ediciones SM, 2001)
- Las tormentas del mar embotellado (Artemisa-Planeta, 1997) - Premio Juan de la Cabada 1994
- Por un tornillo (FCE, 2009)
- Todos los osos son zurdos (FCE, 2010)
- El hombre que fue un mapa (FCE, 2014)

### Ensayo
- El dorado esquivo: espejismo mexicano de Paul Bowles (1994) - Premio de Ensayo Literario Malcolm Lowry 1994
- Los funerales del alcaraván: historia apócrifa del realismo mágico (inédito) - Premio de Ensayo José Revueltas 1999
- El diablo y Cervantes (FCE, 2005)
- El peso de las cosas (UDLA Puebla, 2006)
- Si hace crack es boom (Urano, 2007)
- La vida íntima de los encendedores: Animismo en la sociedad ultramoderna (Páginas de Espuma, 2009) - Premio Málaga de Ensayo 2008
- Arte y olvido del terremoto (Almadía, 2010) - Premio Luis Cardoza y Aragón para Crítica de Artes Plásticas 2009
- La isla de las tribus perdidas (Debate, 2010) - Premio Iberoamericano Debate-Casa de América 2010
- La industria del fin del mundo (Taurus, 2012)
- Cervantes y compañía (Tusquets, 2016)
- El legado de los Monstruos. Tratado sobre el miedo y lo terrible (Taurus, 2013)

### Crónica
- Crónicas africanas. Espejismo y utopía en el reino de Swazilandia (Colibrí, 2001)